# آنا إيشو
آنا إيشو (بالإنجليزية: Anna Eshoo)‏، هي سياسية أمريكية وعضوة في الكونغرس الأمريكي عن ولاية كاليفورنيا. آنا إيشو عضوة بالحزب الديمقراطي وهي من أصول آشورية وغالبا ما تنشط في الدفاع عنهم.